# Mount Warner
Mount Warner är ett berg i Antarktis. Det ligger i Västantarktis. Inget land gör anspråk på området. Toppen på Mount Warner är 962 meter över havet, eller 357 meter över den omgivande terrängen. Bredden vid basen är 5,0 km.
Terrängen runt Mount Warner är platt åt nordost, men åt sydväst är den kuperad. Trakten är obefolkad. Det finns inga samhällen i närheten.